# Utö (Szwecja)
Utö – niewielka wyspa w Archipelagu Sztokholmskim o powierzchni 154 ha. Znana głównie z walorów przyrodniczych oraz z zabytkowego, mającego co najmniej 200 lat, wiatraka. Administracyjnie należy do gminy Haninge. Na wyspie znajdują się pozostałości najstarszych kopalń rudy żelaza w Szwecji, eksploatowanych od czasów średniowiecznych aż do końca XIX wieku.
W cieśninie pomiędzy wyspami znajduje się przystań promowa oraz port jachtowy. Wyspa jest ośrodkiem turystycznym z rezerwatem przyrody, gęstą siecią szlaków pieszych i rowerowych oraz znaczną liczbą domów letniskowych.  

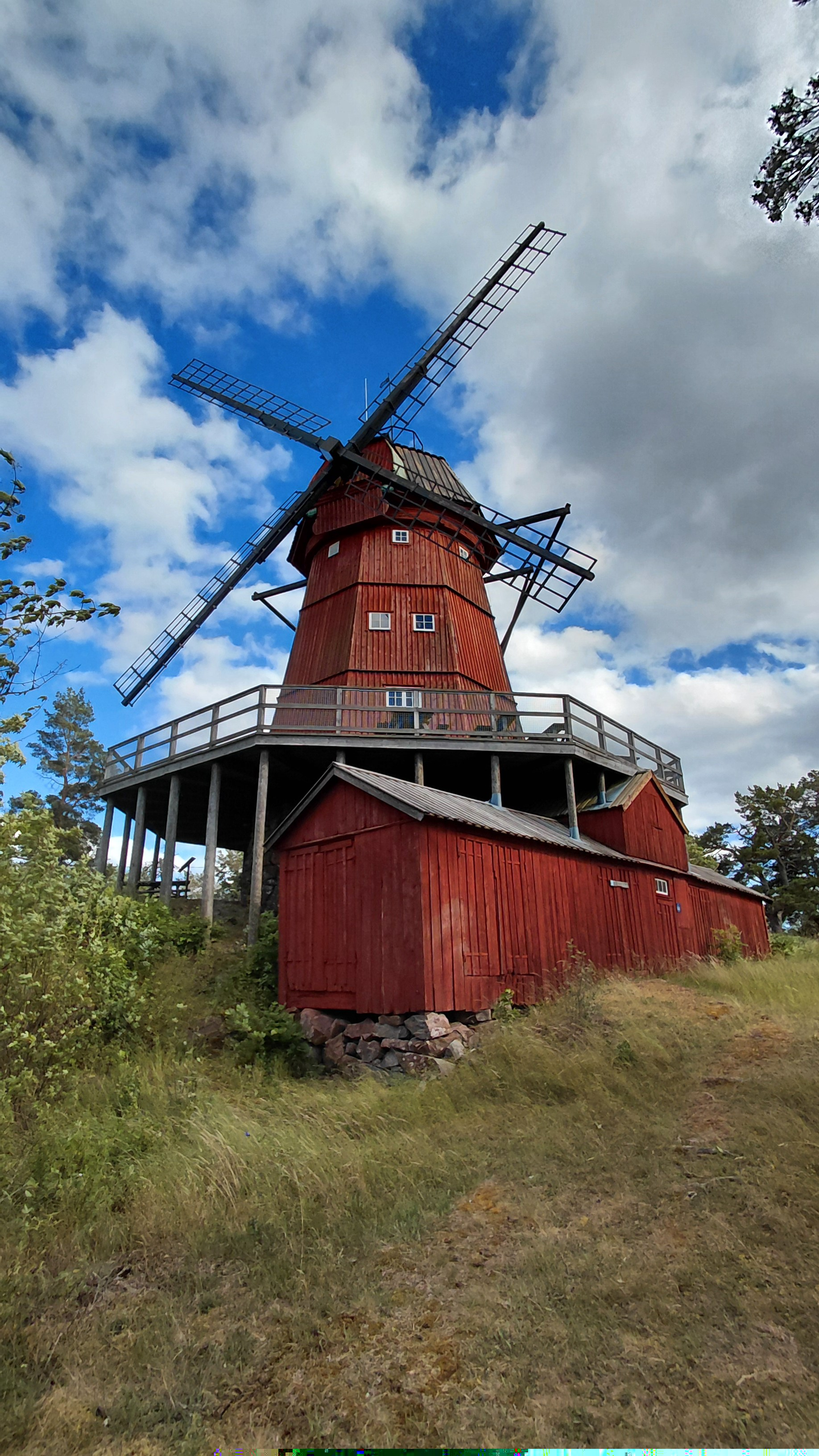
Wiatrak z XVIII wieku na wyspie Utö
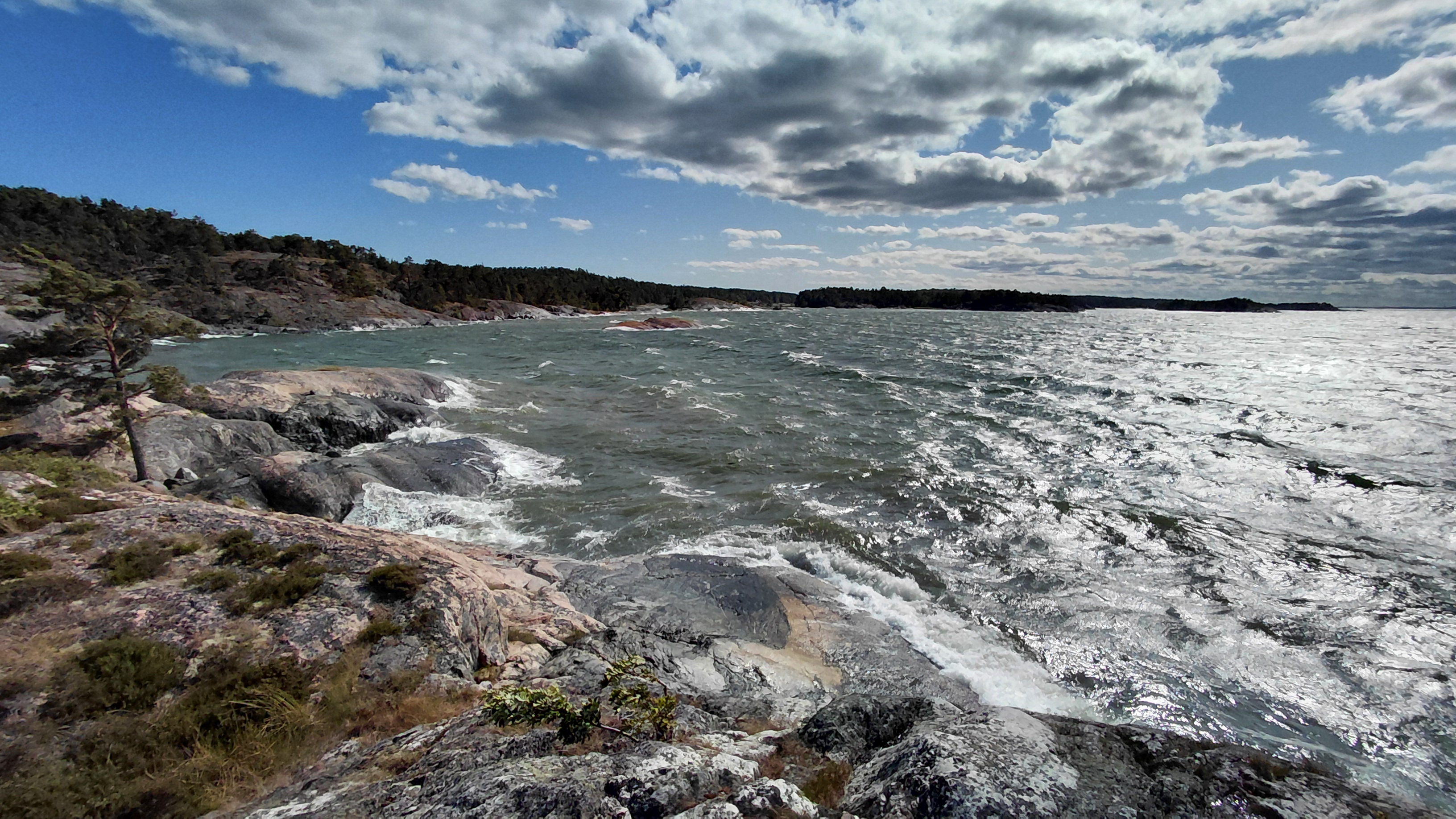
Skaliste wybrzeże wyspy Utö
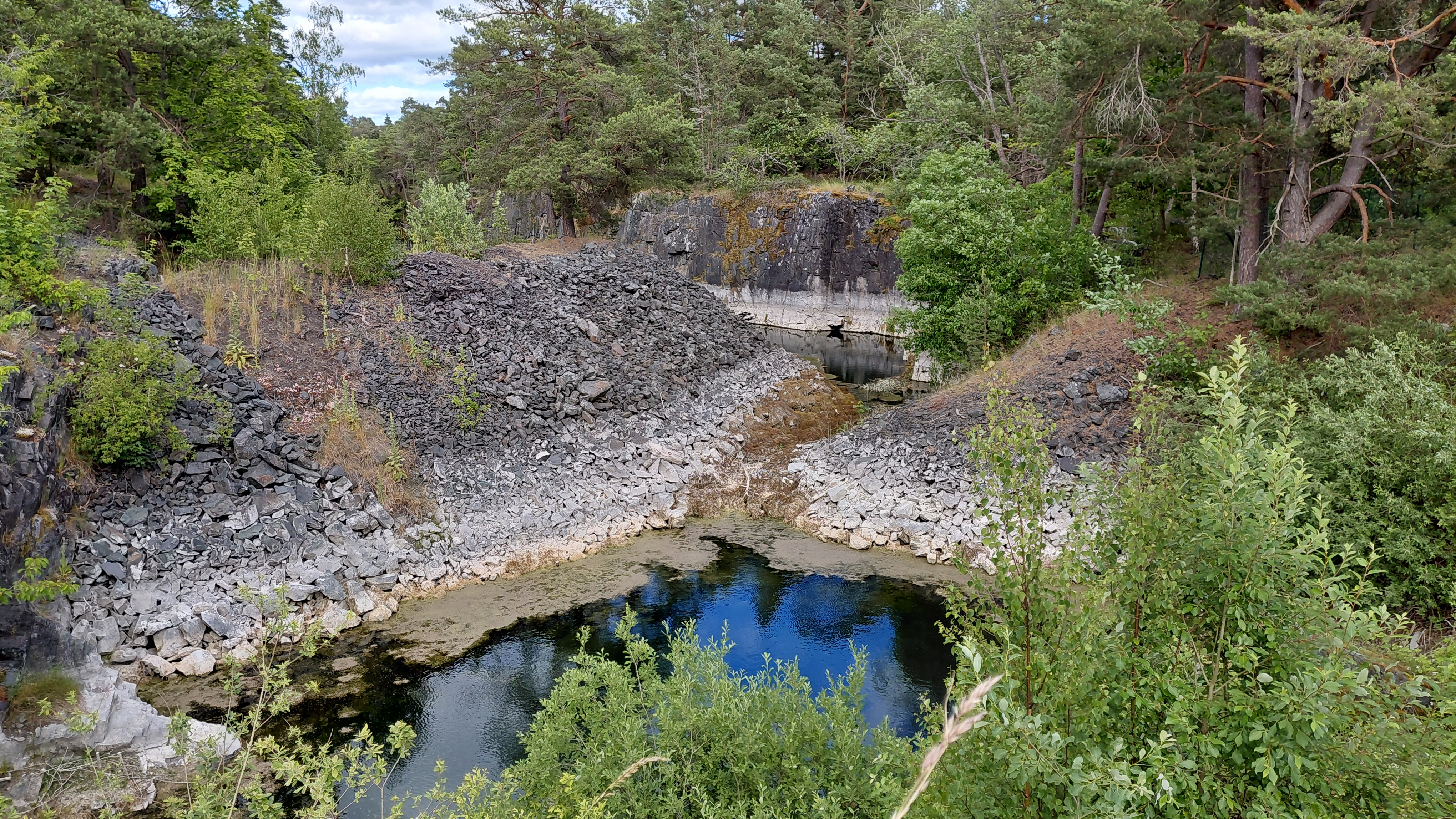
Dawna kopalnia rud żelaza na wyspie Utö
Krajobraz wyspy Utö
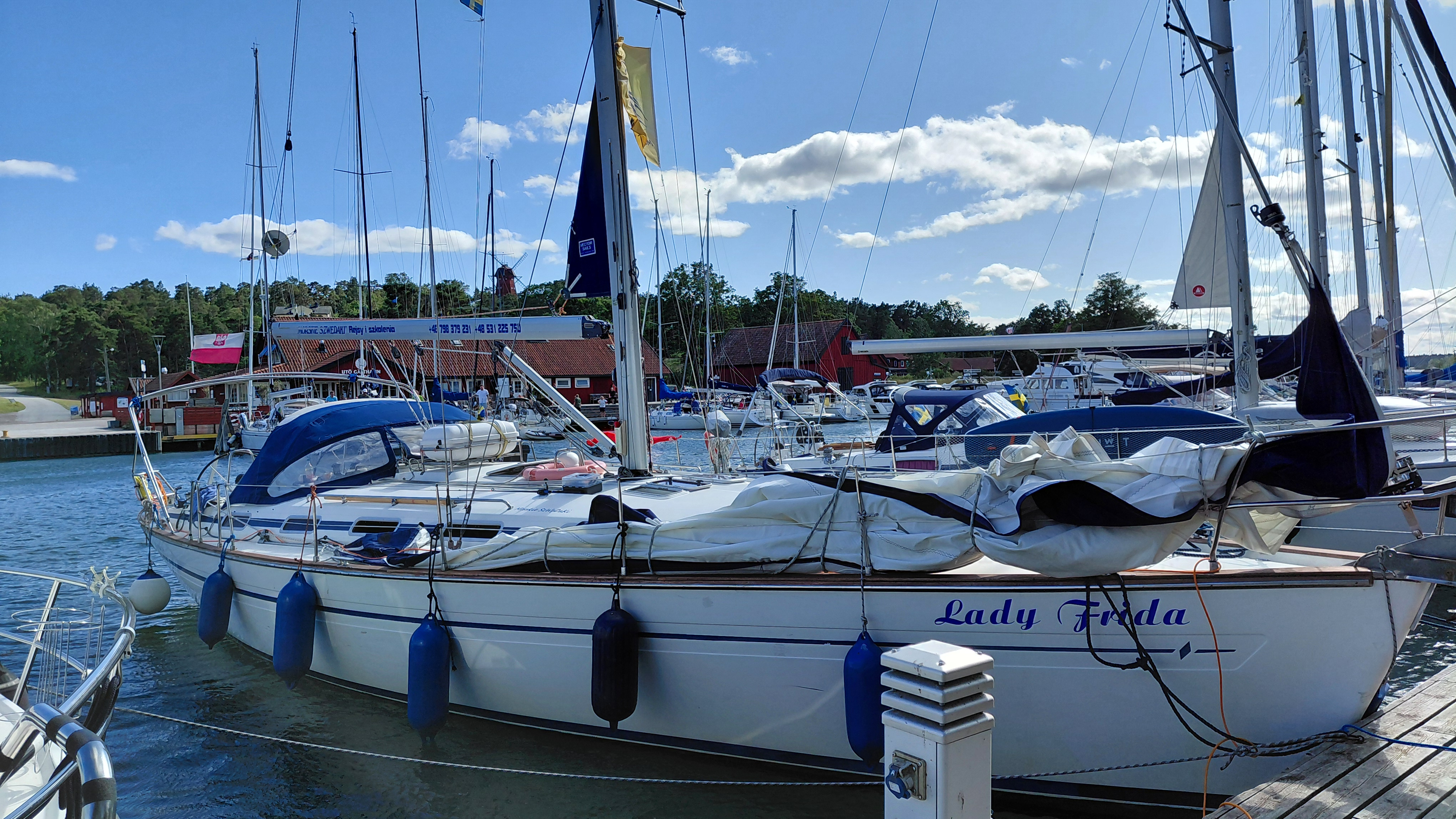
Port jachtowy na wyspie Utö